# میشل ادواردز (بازیکن بسکتبال)
میشل ادواردز (انگلیسی: Michelle Edwards؛ زادهٔ ۶ مارس ۱۹۶۶ ‏(۵۹ سال)) بازیکن بسکتبال اهل ایالات متحده آمریکا است.
وی در مسابقات کشوری و بین‌المللی در مجموع برندهٔ ۱ مدال برنز شده‌است.